# Кэбот, Эдвард
Эдвард Кэбот (англ. Edward Clarke Cabot; 1818—1901) — американский художник и архитектор.

## Биография
Родился 17 августа 1818 года в Бостоне, штат Массачусетс, в семье торговца Сэмюэля Кэбота и его жены Элизы Перкинс (Eliza Perkins Cabot), где росло семеро детей.
В молодости, в возрасте семнадцати лет, будучи слабый здоровьем, уехал в Иллинойс, где занялся разведением овец. Затем вернулся в 1841 году на восток и более четырёх лет держал овцеводческую ферму в Виндзоре, штат Вермонт.
Во время Гражданской войны в США в течение нескольких месяцев служил в качестве лейтенанта 44-го Массачусетского пехотного полка (44th Massachusetts Infantry).
Неизвестно, где получил Кэбот художественное образование. Он создал много акварельных рисунков, также работал маслом. Особую страницу его биографии занимает работа архитектором. Самое известное его творение — здание Boston Athenæum, где в настоящее время хранится значительная коллекция его акварелей, рисунков и гравюр, которые подтверждают его плодотворную карьеру художника, начавшуюся задолго до ухода из архитектурной профессии в 1888 году. Эдвард Кэбот был членом Бостонского художественного клуба (Boston Art Club) и Бостонского общества акварелистов (Boston Watercolor Society).
Художник дважды был женат: с 1842 года — на Марте Робинсон (Martha Eunice Robinson Cabot, 1818—1871), а с 1873 года — на Луизе Сьюэлл (Louisa Sewall Cabot, 1846—1907). У него были дети: Марта (1844—1897), Уильям (1853—1907), Норман (1876—1928) и Люси (1891—1944).
Умер 5 января 1901 года в Бруклайне, штат Массачусетс. Был похоронен в Jamaica Plain (ныне район Бостона) на кладбище Forest Hills Cemetery and Crematory.

Некоторые работы
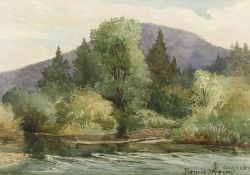
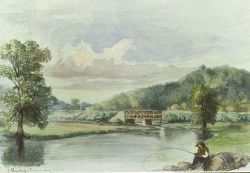